# Walter Krüger (général SS)
Ne doit pas être confondu avec Walter Krüger (général de la Wehrmacht).
Pour les articles homonymes, voir Walter Krüger et Krüger.
Walter Krüger est un général allemand de la Waffen-SS, né le 27 février 1890 à Strasbourg et mort le 22 mai 1945 à Liepāja.
Il a atteint le grade de SS-Obergruppenführer und General der Waffen-SS.
Il est le frère aîné de Friedrich-Wilhelm Krüger, chef supérieur de la SS et de la Police dans le Gouvernement général de Pologne (la partie orientale de la Pologne occupée).

## Biographie
Né à Strasbourg, dans l'Alsace-Lorraine, il est le fils d'un officier du 27e régiment d'infanterie, Gustav Alfred Krüger et de Sophie Auguste Luise Elisabeth Helene Glünder.
Il fréquente l'École des cadets.
Comme jeune sous-lieutenant, il rejoint le 110e régiment de grenadiers (de) pendant la Première Guerre mondiale. Après la Première Guerre mondiale, il rejoint un Freikorps et combat dans la région baltique en 1919.
En 1933, quand Adolf Hitler prend le pouvoir, Krüger est officier de la Reichswehr. Il devient officier instructeur dans la Wehrmacht.
En 1935, il rejoint la SS-Verfügungstruppe où il forme le SS-Standarte « Germania » (régiment SS Germania). À l'école des officiers SS de Bad Tölz, il est à nouveau comme instructeur.
Il obtient la croix de chevalier de la croix de fer, après avoir pris le commandement de la 4e division SS « Polizei » qui combat à Léningrad, Krüger participant lui-même au siège de la ville.
Krüger devient commandant de la division SS « Das Reich » en mars 1943. Puis, il devient inspecteur général des troupes d'infanterie de l'ensemble de la Waffen-SS. Il assume le commandement du nouvellement formé et volontaire, VI (letton) SS Corps.
Encerclé avec ses troupes en Courlande, Krüger se suicide le 22 mai 1945 .

## Promotions
- 30 avril 1935 - SS-Obersturmbannführer
- 30 janvier 1939 - SS-Standartenführer
- 20 avril 1941 - SS-Brigadeführer et Generalmajor der Waffen-SS
- 30 janvier 1942 - SS-Gruppenführer et Generalleutnant der Waffen-SS
- 21 juin 1944 - SS-Obergruppenführer et General der Waffen-SS

## Décorations
- Ordre de Hohenzollern avec glaives
- Croix du Mérite militaire de Bavière 3e Classe
- Insigne des blessés
  - en Or
- Croix de fer
  - 2e classe
  - 1re classe
- Croix de chevalier de la croix de fer avec feuilles de chêne et glaives
  - Croix de chevalier le 13 décembre 1941)
  - 286e feuilles de chêne le 31 août 1943
  - 120e glaives le 11 janvier 1945